# Kút
A kút vízellátás céljából készített építmény.

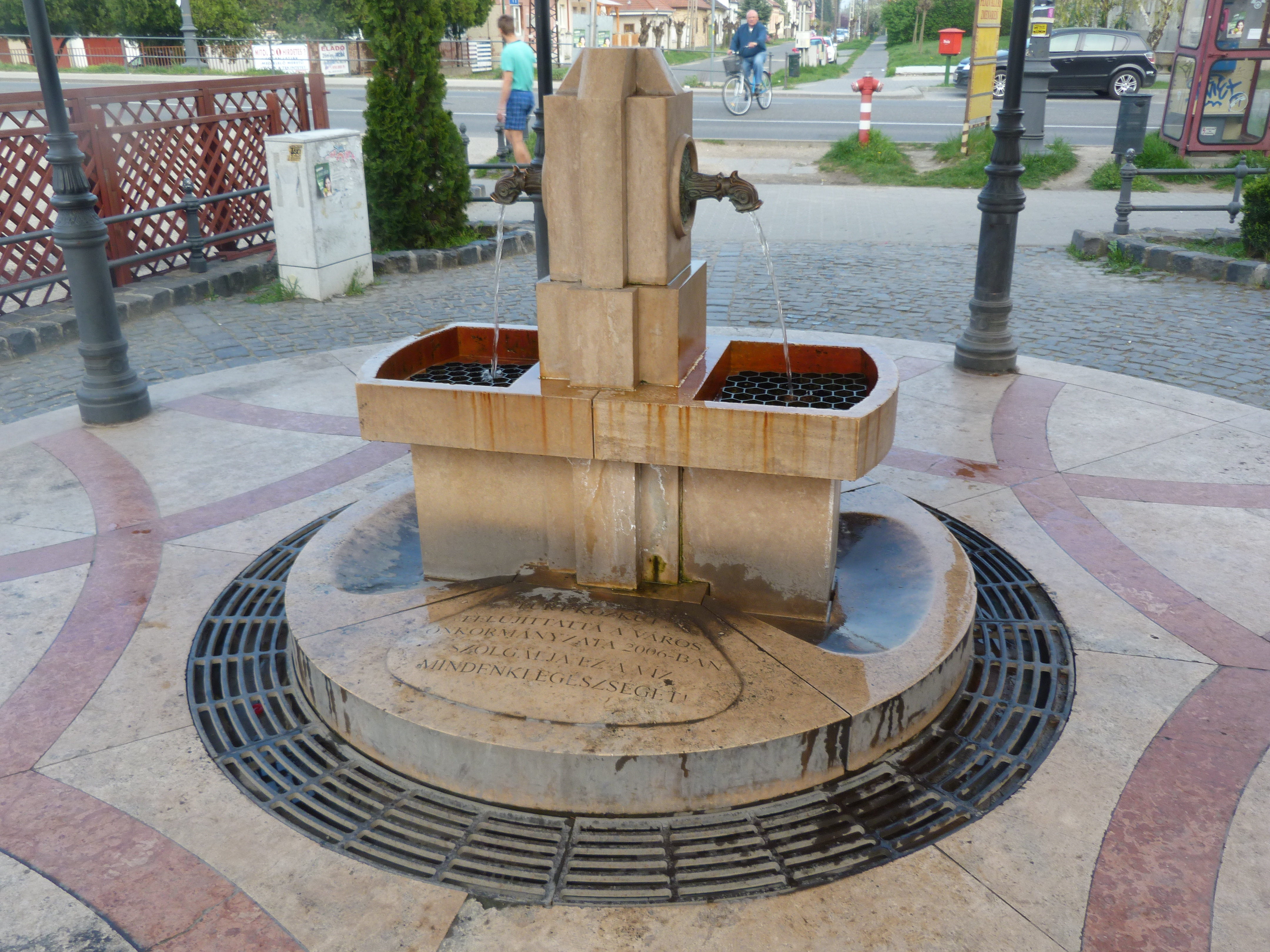
Artézi kút, Komárom, Erzsébet tér

## Típusai

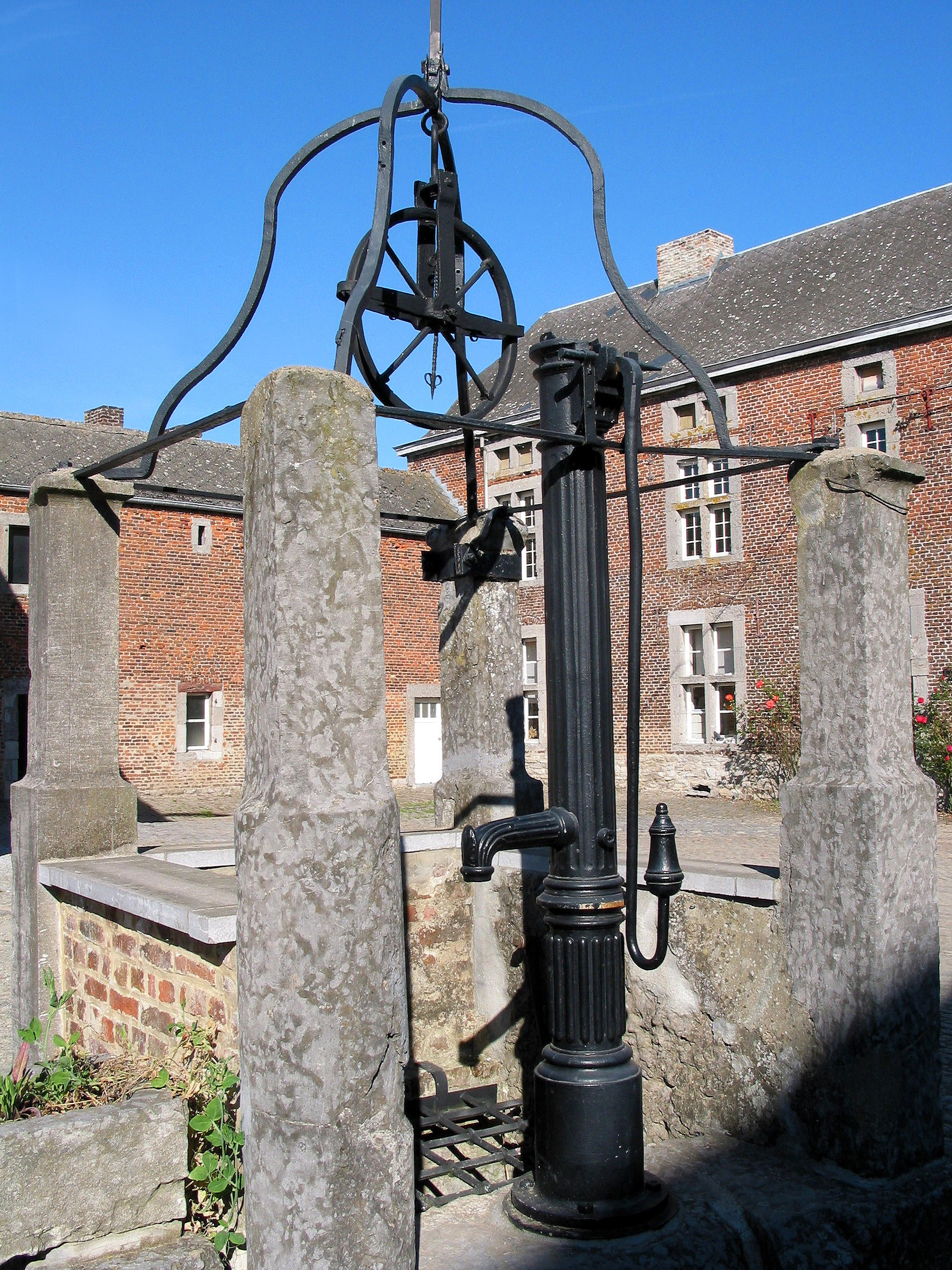
Kézi pumpás ivókút (Burdine, Belgium)

A kutaknak két típusa van aszerint, hogy a felszínhez közeli talajvizet vagy a mélyebb rétegekben található vizet hasznosítják.

### A talajvizek gyűjtésére készített kutak

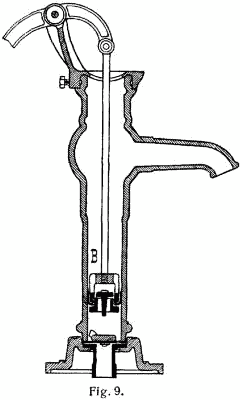
Kézi nyomóskút keresztmetszete

Mivel a felszínhez közel található talajvíz minősége változó, ivóvíz céljára csak akkor használható fel, ha elég mélyen fekszik, a domborzati alakulatok biztosítják az állandó áramlást és a talaj szűrőképessége is megfelelő. Ilyen esetben a víz állandó mozgásban van, cserélődik. A talajvizek gyűjtésére többféle módon készítenek kutat:
- Sírkutak
 Az ásott kút egyik legrégebbi és legegyszerűbb fajtája. A sírkutak az elnevezésüket onnan nyerték, hogy alakjuk a sírgödörhöz hasonló. Ezek egyszerű kör vagy négyszög alakú nyílt gödrök. Csak ott alkalmazhatók, ahol a terep közelében, átlag 2–3 m mélységben bő vízadóréteg helyezkedik el. Rézsűinek hajlásszögét a talaj fizikai tényezői határozzák meg. Az ilyen kút oldalfala sosincs burkolva, legfeljebb döngölik, néhol foltokban agyaggal tapasztják, a beomlás elkerülése végett.
- Aknás kút
Ásott kút, amelynek falát téglával vagy betongyűrűkkel rakják ki. Ha a kút mélysége a talajvízszintjét eléri, akkor még 2–3 m mélyre tovább ásnak. Ha ez a mélység a vízszigetelő agyagréteget nem éri el, akkor ún. lebegőkútról, ha eléri akkor teljes kútról beszélünk. Ez utóbbi esetben az alsó betongyűrűnek, vagy egyéb falazatnak vízáteresztőnek kell lennie, hogy a víz áramolhasson, cserélődhessen.
A felső betongyűrű peremének a talaj felszíne felett legalább 30 cm-re kell lennie és a felső 1,5 m-es részét körben a csapadékvíz, és a szennyező anyagok bemosódásának meggátolása végett agyaggal kell bedöngölni.
Ajánlatos a kutak felső részét lezárni, mert a vödrös, ún. kerekeskutakba belekerülhet por, szemét, de a vödröt piszkos kézzel megfogva is elszennyezhető a kút.
A jól megtervezett és kiépített aknás kút minden szennyező forrástól (ól, istálló, pöcegödör, trágyadomb, árok vagy vízelvezető csatorna) legalább 20 m-re épüljön. A talajvíz áramlása a szennyező forrásokkal ellentétes irányú legyen. A magasabb helyet foglaló, korábbi kutaktól is legalább 15 m távolságot kell hagyni.
A kút közelében mosni, állatokat tartani, vagy itatni nem ajánlott. Ha mégis szükséges, az itatót legalább 5 m távolságba kell elhelyezni.
Időnként az ilyen kutakat tisztítani kell, amit a teljes víz kiemelésével, a kút aljának tisztításával, zúzottkő- vagy kavicsréteg elhelyezésével és fertőtlenítéssel kell elvégezni.
- Csápos kút
Az aknás kút továbbfejlesztett változata, amellyel nagyobb vízhozamot lehet elérni. Lényege az, hogy az akna falát a vízszűrő réteg magasságában megfúrják és a furaton keresztül hidraulikusan egy megfelelően réselt és kihegyezett acélcsövet sajtolnak kifelé. Ha a sajtoló elérte az akna falát, akkor további csöveket hegesztenek a meglévőre, és a sajtolás folytatódik tovább. Így a csáp akár a 70 m hosszúságot is elérheti. A legvégén a csápot körbe szigetelik. Ilyen csápból különböző irányban többet is el lehet készíteni. Nagy hozama miatt a csápos kutat az ipari víztermelésben alkalmazzák.

- Vert kút
Lényege, hogy egy hosszú, lyukakkal ellátott (perforált) vascsövet a talajvíz szintjébe levernek, a lyukakon át telítődik vízzel, amely közvetlenül kitermelhető. Hátránya, hogy vízhozama kicsi, és nem tisztítható. Az ilyen kút víze csak akkor megfelelő, ha a talajvíz nem szennyeződik.

### Mélységi kutak
A mélyebb vízrétegeket hasznosító fúrt kutak készítése jóval költségesebb, mint a talajvizes kutaké, mert legalább 50–100 m mélységből hozzák fel a vizet. Az ilyen kutak szolgáltatják a legjobb minőségű vizet. A mélységi kutak vize tiszta, természetes úton tisztított, a különböző szennyeződések a tároló, porózus kőzetszemcséken (kavicsokon, homokszemeken) megragadnak és a kőzetekből ásványi anyagok kerülnek a vízbe. Mivel a kőzetekből olyan anyagok is kerülhetnek bele (pl. arzén), melyek károsak lehetnek az emberi szervezetre, ezért közfogyasztású ivóvízként való felhasználásuk előtt ki kell laboratóriumban vizsgálni, és a megengedett határértékeknek meg kell felelnie. Ahol nagyfokú a talajvíz szennyezettsége (Magyarországon különösen az Alföldön), csak az ilyen kutak biztosítanak jó ivóvízellátást.

#### Artézi kút

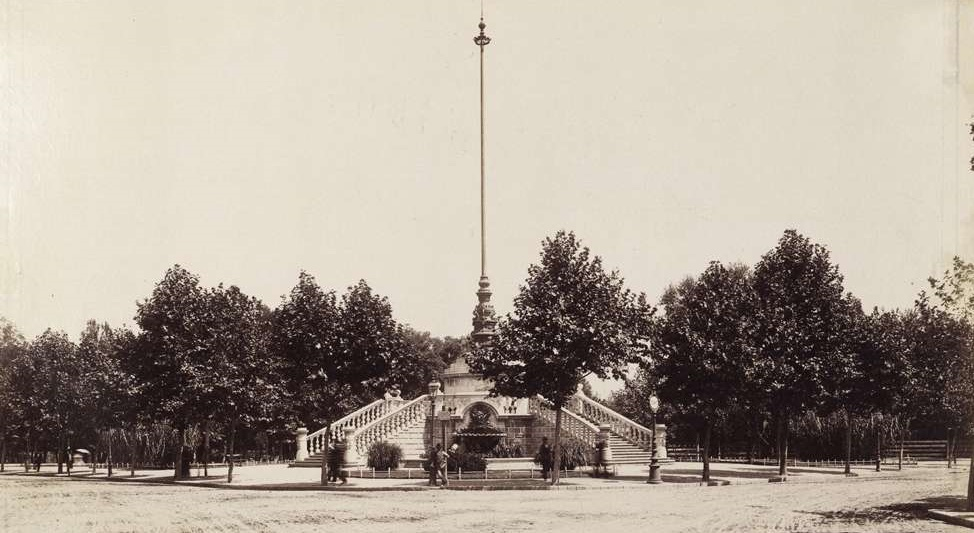
A városligeti artézi kút kútfúrói 1878 januárjában érték el a 970 méteres mélységet, ahonnan 74 fokos víz tört a felszínre. 1884-ben a kút fúrháznak nevezett faépítménye helyett Ybl Miklós tervei alapján megépült a Gloriette díszkút

Olyan mélységi rétegbe fúrt kút, amelynél a magas nyomás következtében a víz „magától” tör a felszínre (pozitív nyugalmi vízszintű kút).
Európában az első ilyen kutat 1126-ban Franciaországban, az Artois-i grófságban fúrták, innen ered a neve. Kínában és a Líbiai-sivatag oázisaiban már sokkal régebben próbálkoztak mélyfúrású kutak révén víznyeréssel.
Magyarországon az első artézi kutak fúrási munkálatait Zsigmondy Vilmos és Zsigmondy Béla budapesti mérnökök irányításával kezdték meg. A legelső, 1830-as, az Orczy-házban (1730 előtt–1936) (Károly-körút, Madách tér) megkezdett fúrás kudarccal zárult; 210 méter mélységben eltört a fúrószár. 1869. november 15-én indult meg a városligeti artézi kút fúrása, amely 1878. január 29-én készült el, igen tekintélyes, 970,4 méteres mélységgel.
A világ legmélyebb artézi kútja Németországban, Am Mellensee község részét képező Sperenbergben található (1273 m).
Hazánkban nevezetesebb artézi kutak Alcsúton, a Margit-szigeten, Komáromban illetve alföldi városokban találhatók.

## Kulturális jelentősége

### A magyar néphagyományokban
A klézsei Duma-István András író közlése szerint, amikor a csángó ember egy kút mellett megy el, nyelvével keresztet vet a szájpadlására, és így köszön a kútnak: „Dicsértessék kút forrása!". A csodát tevő kutakban, forrásokban való igen erős hit már a moldvai magyarság első leírásaiban dokumentálva van. A kutaknak természetfölötti erőt tulajdonítanak, és a vallási tárgyakat a viszonzás és hálaadás céljából, valamint az isteni kegyelem biztosítása érdekében helyezik el. 1986-tól a trunki csodakút az egész Csángóföldet megmozgató kultusz színtere volt, százával zarándokoltak el a gyógyító kúthoz a katolikus falvak hívő lakói, hogy annak csodatevő erejéből részesüljenek. A kutak tiszteletének feltehetően köze lehet ahhoz a pogány szokáshoz, amelyet még Szent László törvényei tiltottak be.
A nádudvari kincses kút meséjéről itt olvashatunk: